# Kočine
Kočine (em cirílico: Кочине) é uma vila da Sérvia localizada no município de Brus, pertencente ao distrito de Rasina. A sua população era de 94 habitantes segundo o censo de 2011.

## Demografia
| 1948 | 1953 | 1961 | 1971 | 1981 | 1991 | 2002 | 2011 |
| ---- | ---- | ---- | ---- | ---- | ---- | ---- | ---- |
| 181  | 196  | 184  | 159  | 157  | 115  | 107  | 94   |